# Smaragdlibel
De smaragdlibel (Cordulia aenea) is een echte libel (Anisoptera) uit de familie van de glanslibellen (Corduliidae). De wetenschappelijke naam van de soort werd in 1758 als Libellula aenea gepubliceerd door Carl Linnaeus.
De soort staat op de Rode Lijst van de IUCN als niet bedreigd, beoordelingsjaar 2007.

## Kenmerken
De smaragdlibel is een compact gebouwde soort die tussen de 47 en 55 millimeter lang is. Het borststuk is metaalgroen met gouden glans, donzig behaard. Het achterlijf is donkergroen glanzend - vaak met duidelijke bronskleur (bruine indruk makend) – zonder vlekkentekening op bovenzijde. De ogen zijn eerst dofbruin van kleur, maar later opvallend knalgroen glimmend. Het voorhoofd is zonder gele tekening. Op de vleugels zit een kleine oranje vlek.
Bij de mannelijke exemplaren is het achterlijf ingesnoerd ter hoogte van segment 3. Het uiteinde van het achterlijf is knotsvormig verbreed, met het breedste punt ter hoogte van segmenten 7 en 8. Bij de vrouwelijke exemplaren oogt het achterlijf dik, zonder insnoering en knotsvormige verbreding. Op het achterlijf zitten gele en witte vlekken aan de onderzijde van de segmenten, vooral bij de eerste segmenten zichtbaar in zijaanzicht. Echter zit er geen geïsoleerde ronde gele vlek op de zijkanten van segment 3. De legschede is in zijaanzicht niet zichtbaar.

## Levenswijze
De vliegtijd loopt van eind april tot eind juli met een piek in mei en begin juni. Na het uitsluipen zoeken de imago’s meestal het bos op om te jagen en geslachtsrijp te worden. Ze zijn vaak te vinden boven bospaden en langs bosranden, heen en weer vliegend op ca. een meter hoogte. Geslachtsrijpe mannetjes maken patrouillevluchten, waarbij ze vlak langs de oevervegetatie en op geringe hoogte boven het water vliegen. Ze blijven daarbij vaak stilhangen in de lucht, waarbij de groene ogen en het knotsvormig achterlijf opvallen. Ze kunnen echter ook snelle uitvallen maken. Andere mannetjes worden direct verjaagd en vrouwtjes worden direct gegrepen voor de paring. Ook hebben ze het regelmatig met viervlekken aan de stok. De eitjes worden solitair door het vrouwtje in vlucht afgezet, waarbij ze meestal goed verscholen gaat tussen de dichte oevervegetatie. Niet zelden gebeurt dit laat op de dag of bij bewolkt of zelfs miezerig weer. Op die manier verkleint ze de kans om door ander mannetjes belaagd te worden.
De larven overwinteren twee, soms drie keer. De larven zijn volgroeid als ze de laatste winter in gaan. Uitsluipen gebeurt van half april tot in juni, met een piek in mei.

## Habitat en verspreiding
De smaragdlibel komt voornamelijk voor nabij vennen en laagveenmoerassen. Soms komt hij ook nabij plassen, kanalen en sloten voor. In Nederland komt de soort verspreid over een groot gebied voor, met uitzondering van de kustprovincies. In Zeeland werden echter sinds de eeuwwisseling weer waarnemingen in de duinen gedaan. België laat eenzelfde beeld zien: vrij algemeen in het hele land, met uitzondering van de kust.